# Нойзюс, Флорис Михаэль
Фло́рис Михаэль Но́йзюс (нем. Floris Michael Neusüss; 3 марта 1937, Ремшайд-Леннепе — 1 апреля 2020, Кассель) — немецкий фотограф, фотохудожник и преподаватель университета.

## Биография
Нойзюс обучался фотографии в школе искусств и ремёсел в Вуппертале и в баварском государственном институте фотографии в Мюнхене. В 1960 году он закончил своё обучение у Хайнца Хайек-Халке в колледже творческих искусств в Берлине. В 1957 году у Флориса Нойзюса появился интерес к художественной фотографии. Он начал с сюрреалистических фотомонтажей и фотограмм, а уже в 1970-х годах разработал нудограмму — в натуральную величину теневые очертания обнажённых, а позже и одетых людей.

## Работа и творчество
С начала 1970-х годов Нойзюс вёл класс экспериментальной фотографии в академии искусств в Касселе. Им была организована галерея колледжа, а также коллекция и издание «Фотофорума» Касселя. Его выставки, на тему проблем с экологией, в 1982—1985 годах произвели настоящий фурор. Флорис М. Нойзюс в начале 1980-х годов создал искусственные ландшафты, абстрактные химические работы, напоминающие вырезки из пейзажей или больших перспектив. Начиная с 1986 года, Флорис создал серию снимков — «Ночные образы», представляющую открытые пространства ночью. Благодаря своим художественным произведениям, преподавательской деятельности и публикациям Нойзюс значительно активизировал обсуждение вопроса о проблеме изображения в экспериментальной фотографии, в особенности в бескамерной фотографии.